# ベン・E・キング
ベンジャミン・アール・キング（Benjamin Earl King、1938年9月28日 - 2015年4月30日）は、アメリカ合衆国出身のシンガーソングライターである。出生名はベンジャミン・アール・ネルソン（Benjamin Earl Nelson）。「スタンド・バイ・ミー」のヒットで知られる。

## 略歴
ノースカロライナ州ヘンダーソン生まれ。1958年にリードシンガーとしてドリフターズに加入。「ダンス・ウィズ・ミー」、「ラストダンスは私に」などの数々のヒットを放つ。
1960年にドリフターズを脱退しソロ歌手に転向。1961年に「スタンド・バイ・ミー」の大ヒットを放った。この曲はスタンダードナンバーとしてジョン・レノンをはじめ多くの歌手にカバーされている。1986年には映画『スタンド・バイ・ミー』の主題歌に起用されてリバイバルヒットした。
ベン・E・キング・スタンド・バイ・ミー財団を設立し、慈善活動を行っていた。
2015年4月30日、ニュージャージー州ハッケンサックのハッケンサック大学メディカル・センター（Hackensack University Medical Center）で死去。76歳没。「冠動脈に問題があった」とキングの代理人は述べたが詳しい死因には言及していない。ローリング・ストーン誌、デイリー・メール、デイリー・テレグラフは自然死と報じている。

## ディスコグラフィ

### オリジナル・アルバム
- Spanish Harlem(1961年)
- BEN E KING　SINGS FOR SOULFUL LOVERS(1962年)
- ドント・プレイ・ザット・ソング - Don't Play That Song(1962年)
- Young Boy Blues(1964年)
- Seven Letters(1965年)
- What Is Soul(1967年)
- Rough Edges(1970年)
- The Beginning of It All(1972年)
- Supernatural Thing(1975年)
- I Had a Love(1976年)
- Rhapsody(1976年)
- Benny and Us(1977年)
- Let Me Live in Your Life(1978年)
- Music Trance(1980年)
- Street Tough(1981年)
- ラスト・ダンスは私に - SAVE THE LAST DANCE FOR ME(1987年)
- マンハッタン・ブラザーズ - The Manhattan Brothers(1991年)
- 愛しき人に - What's Important to Me(1992年)
- Shades of Blue (1993年)
- I Have Songs In My Pocket (1998年)
- I've Been Around (2006年)
- Dear Japan, 上を向いて歩こう（2011年）

### ライヴ・アルバム
- The Atlantic Family Live at Montreux(1977年)
- Person to Person: Live at the Blue Note (2003年)

### ベスト盤
- スタンド・バイ･ミー ベスト・オブ・ベン・E・キング - THE ULTIMATTE COLLECTION BEN E. KING・STAND BY ME(1987年)
- ベン・E.キング・スーパー・ヒット・コレクション(1992年)
- アンソロジー - Anthology(1993年)
- スタンド・バイ・ミー ベン・E.キング・ベスト・ヒッツ21(1994年)
- ベン・E・キング・ベスト(2006年)

### 映像作品
- Ben E・King IN CONCERT（2003年）